# سسک سبز زیتونی
سسک سبز زیتونی (نام علمی: Phylloscopus trochiloides) پرنده‌ای از تیرهٔ سسک‌های برگی در راستهٔ گنجشک‌سانان است که پیش‌تر در سسکیان بر قدیم دسته‌بندی می‌شد. گستره تولید مثل آن شمال شرقی اروپا و مناطق معتدل تا نیمه‌گرمسیری قاره‌ای آسیا است. سسک سبز زیتونی پرنده‌ای کوچنده است و در هند زمستان‌گذارنی می‌کند.

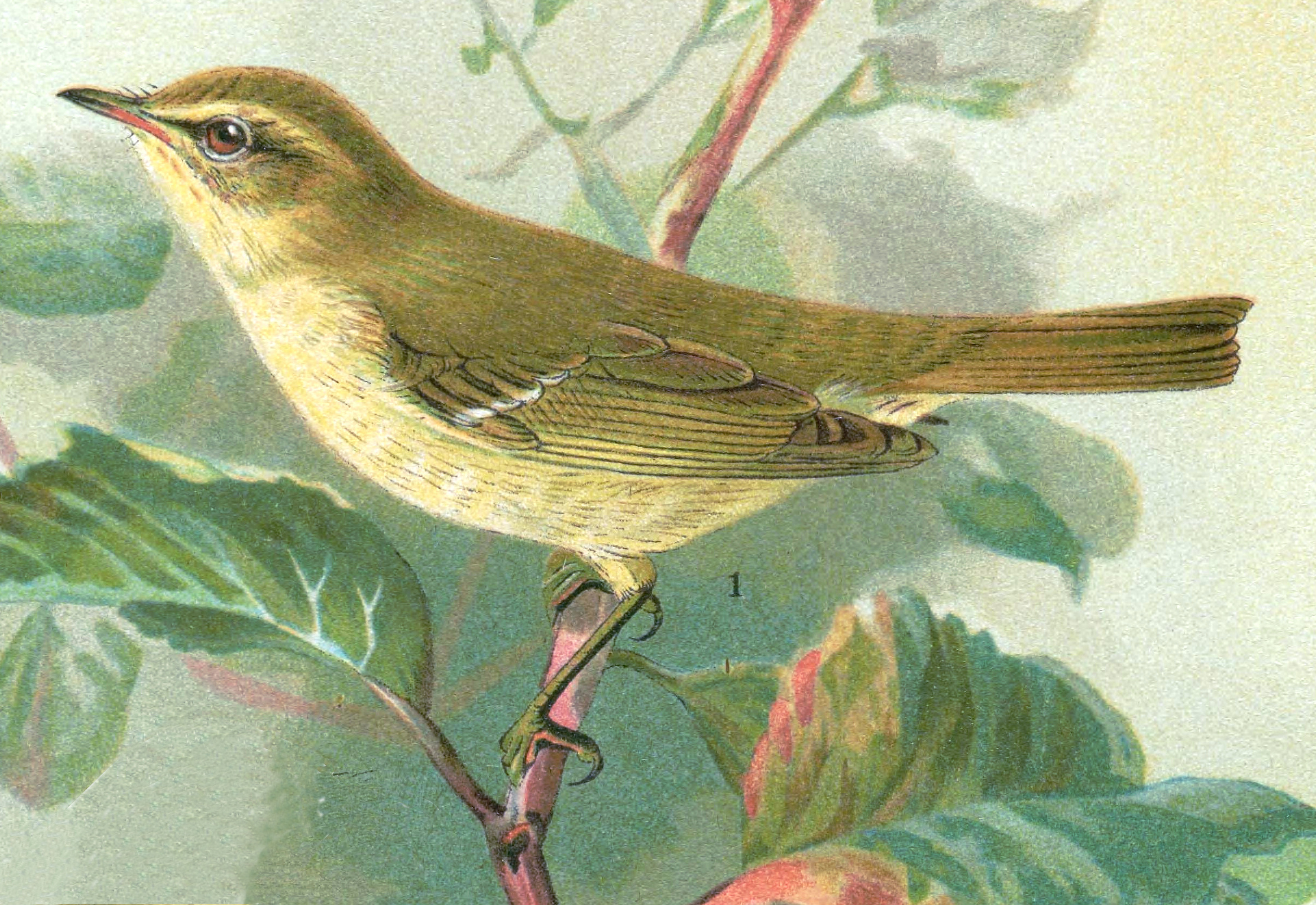
سسک سبز زیتونی غربی P. (t.) viridianus

نقشهٔ تکامل زیرگونه‌های پرنده در منطقه هیمالیا. زرد: P. t. trochiloides نارنجی: P. t. obscuratus قرمز: P. t. plumbeitarsus سبز: P. t. "ludlowi" آبی: P. t. viridanus P. t. nitidus قفقاز نشان داده نشده است.

این پرنده در ایران نیز یافت می‌شود.